# P901iTV
FOMA P901iTV（フォーマ・ピー きゅう まる いち アイ・ティブイ）は、パナソニック モバイルコミュニケーションズによって開発された、NTTドコモの第三世代携帯電話（FOMA）端末である。

## 概要
ドコモ初のテレビ搭載端末として登場。ワンセグ及び地上波アナログ放送に対応している。P901iTV発売まで、地上波アナログ放送を含めてドコモはテレビ搭載端末を発売していなかった。そして、ワンセグ対応としては2番目に発売を開始した端末、FOMA D903iTV（2007年2月16日）発売まではドコモ唯一のワンセグ対応端末だった。また、2008年5月現在、後継機に関してアナログテレビ放送受信機能を搭載した機種は発売されていないので、NTTドコモから発売されているテレビ搭載端末としては唯一、地上波アナログ放送に対応している。
外部メモリーはminiSDカード対応で、ドコモでは512MBまでの松下・東芝・サンディスク製について動作確認を済ませている。カメラ性能は、アウトカメラはνMaicoviconで有効画素数約201万画素・最大記録画素数約192万画素。アプリケーションCPUとして松下電器製のUniPhierを採用した。
この端末のボタンは黄緑色に光る。
東京都内のある量販店の発売当初の価格は3万9900円（ITmedia調べ）。ドコモのハイエンド端末の中でも、最も高い価格帯に設定されていた。初のTV対応モデルだったためか、最初の発表から発売まで半年近くかかった。対応するサービスは開発当時の901i相当で、同じ時期に発売された902iシリーズが対応するプッシュトークやiチャネル、FOMAプラスエリアには対応しない一方、902i相当に引き上げられている機能もある。音楽再生はSD-Audioの再生機能は無く、iモーション(AAC)での再生となる。
iモードFeliCa機能を搭載しており、おサイフケータイを利用可能。

## テレビ機能
携帯端末向け地上デジタル放送「ワンセグ」及びアナログ放送対応のテレビチューナーを搭載。連続3時間のテレビ視聴、および内蔵メモリに30分程度の番組録画が可能。2.5インチのディスプレイを備えており、P505iSなどで採用された、回転2軸ヒンジを利用して画面を横に90度傾けた状態で視聴できる。字幕放送は非対応。画面比率が4:3のため、額縁放送となる場合もある（サイドカット表示も可能）。
この機種では、FOMAカード未挿入状態でもテレビが見られる（ITmediaの記事参照）。 このため、テレビ機能目当ての消費者の一部が、購入後すぐに解約する例もあり、端末の費用だけではなく、月々の利用料から収益を出すキャリアとしては不都合なことから、903iTVシリーズ以降は、FOMAカードが挿入されていない状態ではテレビ機能が起動しない仕様となった。しかし、その制限は2008年秋冬モデルより、「端末はユーザーの所有物である」という観点から再び廃止され、それ以降発売の機種は本機のようにFOMAカード無しでもワンセグが起動するようになっている。

### テレビ視聴上の注意
アナログ放送を長時間にわたって視聴する際は、内部の基板や処理装置から発生する熱で本体の表面温度が高くなることがある。地上デジタル放送（ワンセグ）の視聴の場合はこの問題は発生しない。

## プリセットiアプリ
- ソニック・ザ・ヘッジホッグ
- アバパラ大富豪
- インフォスクリーン
- Gガイド番組表リモコン
- 電子マネーEdy
- ファイナルファンタジーII（20万人限定でメーカー公式サイトにおいて無償提供）

## 歴史
- 2005年9月27日：ドコモよりプレスリリース（当時の報道発表資料）
- 2005年11月10日：電気通信端末機器審査協会（JATE）通過
- 2005年11月14日：技術基準適合証明（TELEC）通過
- 2006年3月3日：発売開始

## 不具合
- 地上デジタル放送視聴中に、データ放送コンテンツの中にある音声や音楽などのAACファイルの再生・停止を短時間に素早く連続して行うと、表示画面が固まってしまい、キー操作が出来なくなることや再起動してしまう場合があり、ソフトウェアのアップデートが行われていた。

- 本機のイヤホンマイク端子カバーの開閉方向と、付属するアンテナ内蔵型ステレオイヤホンのプラグから出ているコードの向きが同一方向なために、カバーとプラグ根元のコードとが干渉し、接触不良を引き起こす場合がある。